# Tinkoff (equipo ciclista)
El Tinkoff fue un equipo ciclista profesional de categoría UCI WorldTeam que participaba del UCI WorldTour así como de algunas carreras del Circuito Continental. Desde su creación en 1998 y hasta finales de 2013, tuvo licencia danesa, pasando luego a tener licencia rusa desde 2014 a 2016. 
El equipo fue creado por el exciclista danés Bjarne Riis, ganador del Tour de Francia 1996, a través de la sociedad Riis Cycling. Se llamó Team CSC hasta 2008, pasando a denominarse Team Saxo Bank a partir de 2009 debido a la entrada como patrocinador del banco de inversión danés Saxo Bank. En 2011 recibió un segundo patrocinador siendo denominado Saxo Bank Sungard. Tras la desvinculación de Sungard para la temporada 2012, el equipo volvió a denominarse Team Saxo Bank hasta mitad de temporada. A finales de junio, entró como segundo patrocinador otro banco, el Tinkoff Bank propiedad del magnate ruso Oleg Tinkov, quien ya había patrocinado un equipo en años anteriores (el Tinkoff Credit Systems). La escuadra debutó como Team Saxo Bank-Tinkoff Bank, en el Tour de Francia
A partir de 2014, Tinkov pasó a ser el propietario, tras haber llegado a un acuerdo y comprarle la licencia UCI ProTeam a Riis. La sociedad que lo gestionó pasó a llamarse Tinkoff Sports A/S y el equipo Tinkoff-Saxo. Para la temporada 2016, el segundo patrocinador del equipo, el banco danés Saxo Bank, anunció que dejaría de patrocinar al equipo, por lo que el equipo pasó a denominarse Tinkoff Team. A su vez, Tinkov también anunció que pondría a la venta el equipo, y retiraría el patrocinio a finales de 2016, aduciendo razones económicas y diferencias con ASO y la UCI.
El equipo ganó a lo largo de su historia un Tour de Francia (2008, con Carlos Sastre), dos Vuelta a España (2012 y 2014, con Alberto Contador) y dos Giro de Italia (2006 con Ivan Basso y 2015 con Alberto Contador) así como victorias de etapa en Giro, Tour y Vuelta. También ha ganado las principales clásicas: Milán-Sanremo, París-Roubaix y Lieja-Bastoña-Lieja. En 2011 ganó también el Tour de Flandes con Nick Nuyens.

## Historia del equipo

### Origen y creación

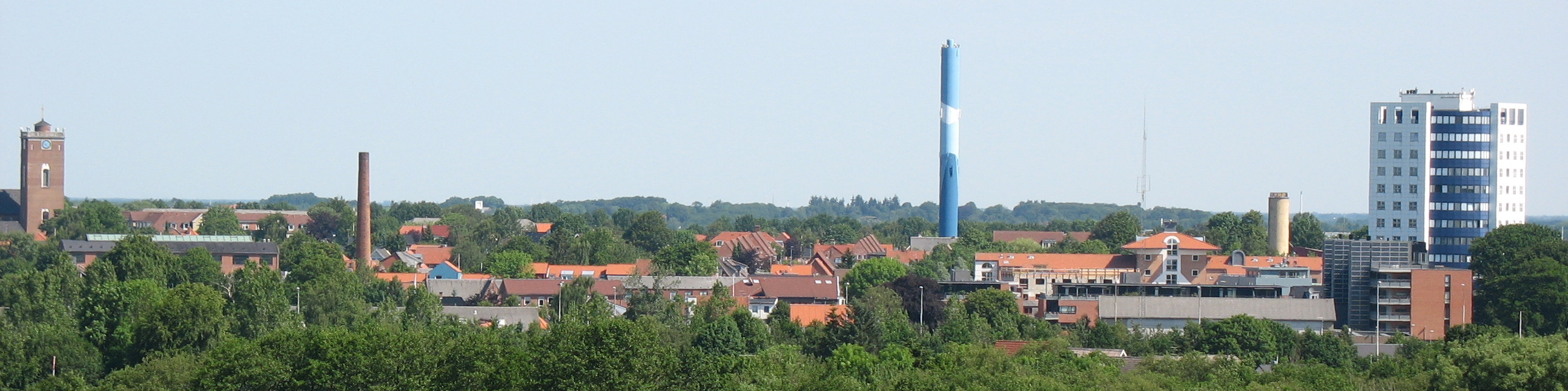
Vista general de Herning, ciudad en la que se gestó el equipo en otoño de 1996.

La compañía propietaria del equipo fue creada con el nombre Professional Cycling Denmark en otoño de 1996 por Alex Pedersen (excampeón del mundo amateur), Finn Poulsen (representante de Bestseller), Torben Kølbæk y Johannes Poulsen (de Herning CK) y Bjarne Riis (ciclista profesional en activo en el Team Telekom y reciente ganador del Tour de Francia.
El nuevo equipo se basó en la licencia del equipo amateur danés Herning CK, con sede en Herning, con el objetivo de participar en el Tour de Francia 2000.

### Home-Jack & Jones

#### 1998: discreto debut
El equipo fue creado para la temporada 1998, con Alex Pedersen y Torben Kølbæk como directores deportivos. La primera plantilla constó de once corredores, en una combinación de corredores neoprofesionales y veteranos ciclistas daneses con experiencia en el Tour de Francia como Brian Holm y Jesper Skibby (ganador de una etapa en el Tour de 1993). Los principales patrocinadores eran la agencia inmobiliaria home a/s y la compañía textil Jack & Jones (propiedad de Bestseller), quienes junto a otros patrocinadores secundarios aportaron un presupuesto de un millón de euros para esa primera temporada.
El escándalo de dopaje conocido como Caso Festina que protagonizó el Tour de Francia no afectó al equipo de manera directa. Sin embargo, el copropietario Bjarne Riis fue acusado por los medios de comunicación daneses de haber recurrido al dopaje a principios de 1999, circunstancia que le llevó a vender su participación en la sociedad propietaria del equipo, Professional Cycling Denmark.

#### 1999: ascenso a Primera y sospechas
Para 1999, con un presupuesto total de 2,4 millones de euros, la plantilla fue ampliada a catorce corredores, con ciclistas de mayor nivel. El equipo obtuvo en total 26 victorias (en lo que sería su mejor marca hasta la temporada 2005), por lo que fue ascendido a la Primera División de cara a la temporada 2000, divisiones recién creadas por la UCI en 1999.
Sin embargo, la temporada estuvo marcada por un suceso extradeportivo, al dar el corredor belga Marc Streel un hematocrito alto (52%, superior al máximo permitido del 50%) en un control antidopaje realizado en septiembre. En un momento en que los controles antidopaje no eran capaces de detectar sustancias dopantes ya en uso como la EPO, se utilizaba la tasa de hematocrito para declarar a los corredores aptos o no aptos para la competición, sospechándose (aunque sin poder demostrarlo) que aquellos ciclistas con valores superiores al 50% podrían haber recurrido al dopaje. Streel fue despedido del equipo, mientras que home a/s dio por concluido su patrocinio al final de la temporada citando como motivo el dopaje.

### Memory Card-Jack & Jones

#### 2000: debut en el Tour y compra de Riis
La compañía Memory Card A/S, un fabricante danés de tarjetas de memoria, se convirtió en el nuevo patrocinador principal del equipo. Para esa temporada se produjo también la llegada de Bo Hamburger, uno de los ciclistas daneses más conocidos, como jefe de filas.
El equipo obtuvo en total menos victorias que en la temporada anterior, aunque de mayor nivel. Además, la formación debutó en el Tour de Francia.
La temporada estuvo marcada asimismo por el hematocrito alto (51%, superior al máximo permitido del 50%) registrado por Nicolai Bo Larsen en un control antidopaje realizado en abril. En esta ocasión la formación decidió no despedir a su corredor (al contrario que en el caso registrado en la temporada anterior), después de que diera valores dentro del umbral permitido un día antes (47%) y un día después (de nuevo 47%). Sin embargo, ese nuevo resultado anómalo dañó la imagen del equipo en Dinamarca, situación que llevó a Jack & Jones a no renovar su patrocinio.
A finales de año Bjarne Riis compró el equipo a través de su empresa Riis Cycling a la hasta entonces propietaria Professional Cycling Denmark, convirtiéndose en el máximo responsable del equipo. Riis decidió no continuar la relación del equipo con su patrocinador Memory Card A/S, debido a las dificultades financieras que estaba atravesando dicha empresa.

### CSC

#### La era Jalabert
En 2001, el primer año bajo el mando de Riis, fichó por el equipo Laurent Jalabert, veterano y laureado ciclista francés, procedente de la ONCE de Manolo Saiz, donde había corrido varios años. Jalabert, pese a su nacionalidad, mantenía una tensa relación con los seguidores galos por su larga pertenencia en el equipo español, rival habitual del aficionado francés. El ciclista, que tenía la intención de retirarse tras 2002, quería mejorar la impresión que de él tenían los aficionados de su país, por lo que decidió no continuar con Saiz. Según el propio Jalabert, "quería retirarme en un equipo francés, pero como nadie me hizo una buena oferta, firmé por el CSC". El corredor galo se convirtió así en la principal figura de la nueva formación danesa.

##### 2001: Jalabert, protagonista del Tour
Los buenos resultados del equipo propiciaron que tuviera una buena posición en el ranking UCI, logrando así la selección automática para correr el Tour de Francia, sin necesidad de depender de las invitaciones de la organización.
En el Tour de Francia, un activo Laurent Jalabert ganó el maillot de la montaña (el maillot blanco de puntos rojos), por lo que un ciclista del equipo subió al podio de los Campos Elíseos de París en el primer año de la formación. Jalabert también ganó dos etapas (la 4.ª y la 7.ª), siendo la segunda de ellas la etapa del 14 de julio (Fiesta Nacional de Francia), lo cual, sumado a su reinado en la montaña y su cambio de equipo, restituyó su imagen ante sus compatriotas.
Poco después, el jefe de filas del equipo, estirando su buen estado de forma en la ronda gala, ganó la Clásica de San Sebastián, redondeando el exitoso estreno del equipo.

##### 2002: podio en Giro, montaña en Tour
En 2002 el estadounidense Tyler Hamilton subió al podio del Giro de Italia al terminar segundo en la general a pesar de una fractura de escápula, solo superado por Paolo Savoldelli (Alexia).
Laurent Jalabert volvió a proclamarse rey de la montaña del Tour de Francia, poniendo así un broche de oro a su trayectoria como ciclista, ya que subir de nuevo al podio parisino para vestirse el maillot de ganador de la montaña supuso su despedida de la afición francesa, con la que ya estaba reconciliado. Además, el español Carlos Sastre fue 10.º en la general y el equipo (tercero en esa clasificación) estuvo a punto de ganar en la contrarreloj por equipos, deseo frustrado por una mala elección de neumáticos lisos.
Jalabert ganó poco después, y por segundo año consecutivo, la Clásica de San Sebastián.

#### Asalto al podio de París

##### 2003: el Tour del mejor equipo y del "increíble" Hamilton

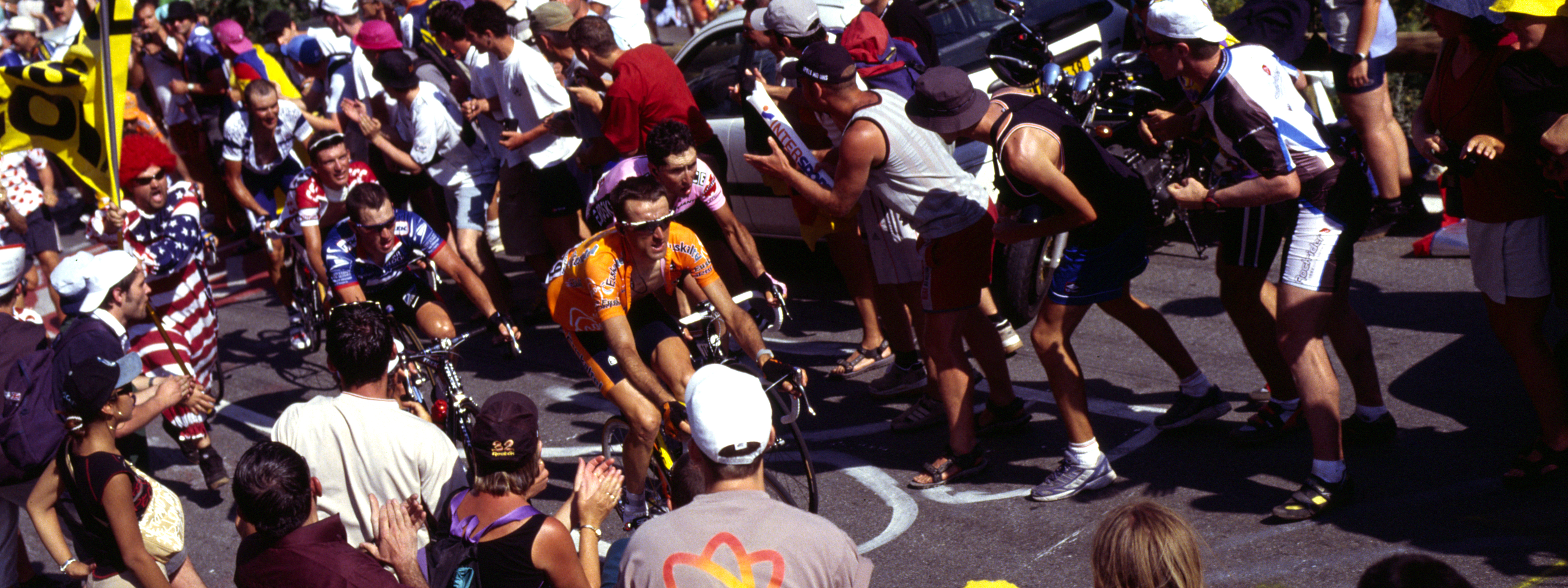
Hamilton, junto a Armstrong, Beloki, Basso, Zubeldia y Laiseka en Alpe d'Huez en el Tour de Francia 2003.

En 2003, Tyler Hamilton ganó la prestigiosa clásica belga Lieja-Bastoña-Lieja.
Meses después, en julio, el equipo ganó la clasificación por equipos del Tour de Francia, subiendo al completo al podio de los Campos Elíseos de París. Asimismo, el jefe de filas Hamilton fue cuarto en la general y ganó una etapa a pesar de tener una fractura de clavícula. Carlos Sastre, décimo en la general, también ganó una etapa.
Hamilton logró su victoria en la Grande Boucle en la etapa con final en Bayona, al culminar una escapada en solitario y mantener su ventaja a pesar de los intentos del pelotón (fundamentalmente del Euskaltel-Euskadi para proteger los puestos de Zubeldia y Mayo en la general) por darle caza. Esa edición del Tour estuvo también marcada por un gesto de Hamilton, pidiendo al resto de favoritos de la general (Jan Ullrich por ejemplo) que esperaran a su compatriota y maillot amarillo Lance Armstrong tras sufrir este una caída; los favoritos esperaron a Armstrong, quien tras enlazar con ellos atacó y ganó la etapa en solitario. Sin embargo, tres años después la Operación Puerto reveló que Hamilton seguía un plan de dopaje diseñado por el controvertido doctor Eufemiano Fuentes que incluía un programa de extracciones/reposiciones sanguíneas y la toma de EPO, anabolizantes, hormona del crecimiento e IGF-1, por lo que el gran rendimiento del estadounidense, elogiado en su momento por la prensa como un ejemplo de superación personal, quedó bajo sospecha, agrandada por los dos positivos (en 2004 por transfusiones homólogas y en 2009 por DHEA, similar a la testosterona) que dio el corredor años después.

##### 2004: primer podio Tour con Basso

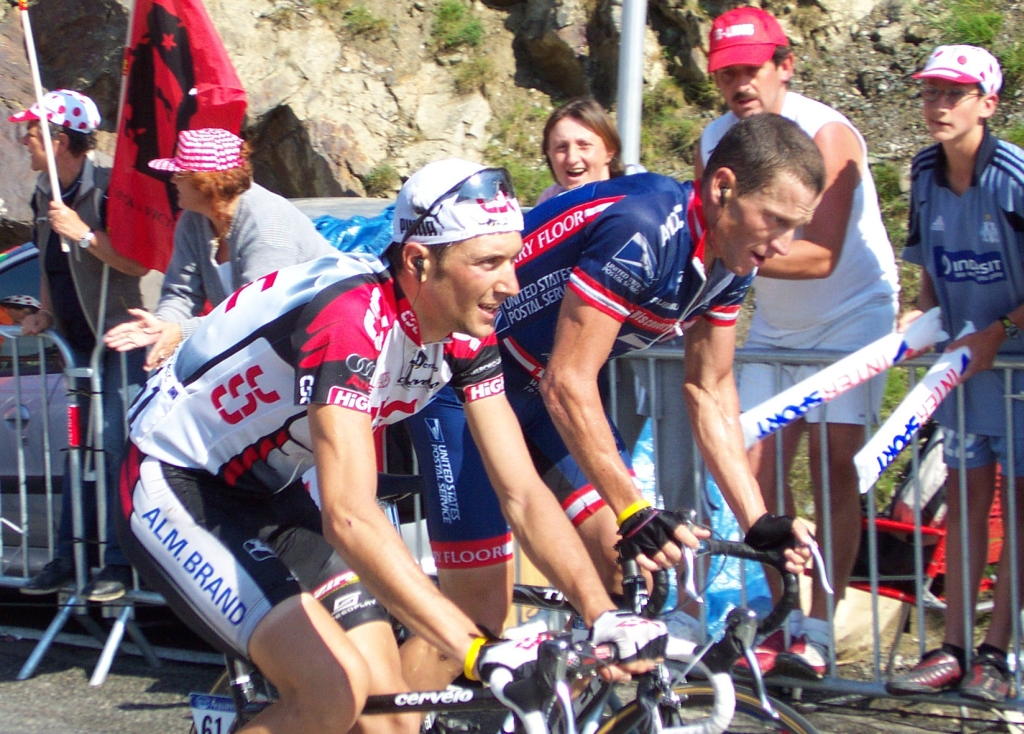
Ivan Basso, junto a Armstrong, camino a la victoria en La Mongie, en el Tour de Francia 2004.

En 2004 el equipo contó con importantes incorporaciones. Así, el prometedor italiano Ivan Basso llegó procedente del Fassa Bortolo, tras haber sido en el Tour de Francia el mejor joven en 2002 y séptimo en la general en 2003. También llegaron Jens Voigt y Bobby Julich.
En primavera, Julich ganó la Vuelta al País Vasco 2004 mientras que Jörg Jaksche se hacía con la general de la París-Niza.
Basso confirmó las altas expectativas creadas al ser tercero en el Tour de Francia, haciendo que por primera vez un ciclista del equipo subiera al podio de la general en los Campos Elíseos de París, en este caso junto a Lance Armstrong (US Postal, y que ganaba por sexta vez consecutiva el maillot amarillo) y Andreas Klöden (T-Mobile). Basso también logró una victoria de etapa en la Grande Boucle, al ganar en la etapa de alta montaña con final en La Mongie (estación de esquí situada a pocos kilómetros de la cima del Tourmalet) tras llegar a meta en compañía de Armstrong.

##### 2005: Basso, segundo tras Armstrong

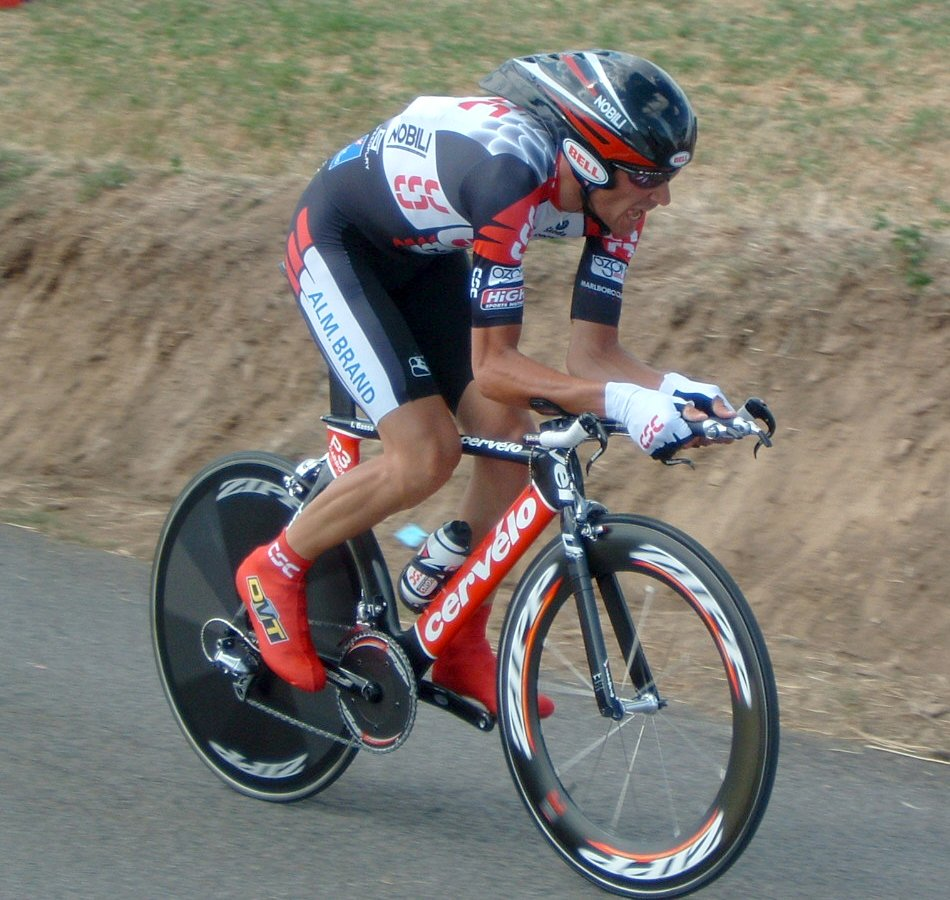
Basso, en la contrarreloj de la 20.ª etapa del Tour de Francia 2005.

En 2005, Ivan Basso, asentado como jefe de filas del equipo, decidió correr Giro y Tour.
En el Giro de Italia, Basso partía como uno de los favoritos a llevarse la maglia rosa (clasificación general). Sin embargo, perdió todas sus opciones en una etapa de alta montaña, luchando a partir de entonces solo por las victorias de etapa.
En el Tour de Francia, no obstante, Basso mantuvo una actuación constante y fue segundo en la general, solo superado por Lance Armstrong (Discovery Channel), que conquistó su séptimo maillot amarillo consecutivo antes de retirarse. Está retirada convertía a Basso en uno de los favoritos para la siguiente edición de la Grande Boucle.
Ese año (en que logró un total de 41 victorias) el equipo volvió a terminar en 1.ª posición en la clasificación del UCI ProTour, ganándola así en su primera edición.

##### 2006: Giro y Operación Puerto

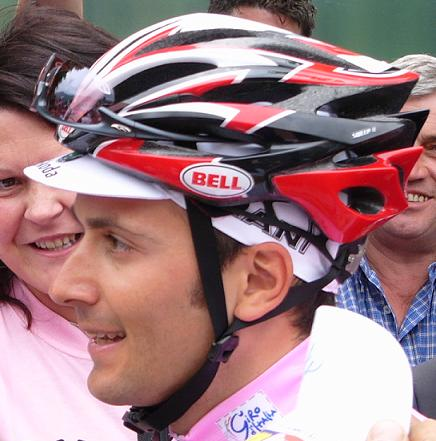
Ivan Basso, con la maglia rosa en el Giro de Italia 2006.

En 2006, Basso decidió repetir su apuesta de la temporada pasada, corriendo Giro y Tour.
En el Giro de Italia fue el claro dominador de la prueba y se hizo con la maglia rosa con una histórica diferencia, aventajando en 9' 18" al segundo clasificado, José Enrique Gutiérrez.
Sin embargo, la temporada estuvo marcada por la Operación Puerto, una investigación antidopaje desarrollada en España el 23 de mayo y que descubrió una red de dopaje encabezada por el doctor Eufemiano Fuentes. Ivan Basso, jefe de filas del CSC, fue identificado por la Guardia Civil como uno de los clientes de la trama dopante, bajo los nombres en clave número 2 y Birillo (el nombre de su mascota). El envío por parte del instituto armado de un dosier de 500 páginas a los organizadores del Tour de Francia hizo que, a un día de que diera comienzo la carrera, Basso fuera vetado en la ronda gala (al igual que otros favoritos, como Jan Ullrich y Francisco Mancebo), quedando el equipo sin su líder para la carrera. Basso fue despedido del equipo y casi un año después, en la primavera de 2007, el CONI confirmó que era un cliente de la red de dopaje del Dr. Fuentes, siendo sancionado por ello con dos años de suspensión.
Tras estos hechos, Carlos Sastre tomó la responsabilidad de ser el jefe de filas del equipo en la Grande Boucle, terminando en la tercera posición. Sin embargo, el ciclista español no pudo disfrutar ese resultado subiendo al podio de París, puesto que en un principio le fue asignada la cuarta posición, descubriéndose tres días después que Floyd Landis (quien llegó a lucir triunfante el maillot amarillo en el podio final) había dado positivo por testosterona, siendo descalificado por ello posteriormente (propiciando así el tercer lugar de Sastre). El equipo (que fue segundo en esa clasificación) obtuvo dos victorias de etapa, una con Jens Voigt y otra con Frank Schleck.
En la Vuelta a España, Sastre volvió a liderar al equipo, finalizando en cuarta posición (a 25" del tercero, Kashechkin, quien al igual que su compatriota, compañero del Astana y ganador de la general Vinokurov corría fresco tras no haber corrido el Tour. El equipo ganó la contrarreloj por equipos que daba inicio a la Vuelta, por lo que Sastre lució el maillot oro, aunque solo durante un día.
En octubre, Fabian Cancellara se proclamó Campeón del Mundo en contrarreloj, ganando así el derecho a llevar el maillot arco iris durante todas las carreras disputadas en esa modalidad en hasta el siguiente Mundial.
Ese año (en que logró un total de 52 victorias) el equipo volvió a terminar en 1.ª posición en la clasificación del UCI ProTour, ganándola así en las dos ediciones disputadas hasta ese momento.

##### 2007: Roubaix y podios en Giro y Vuelta

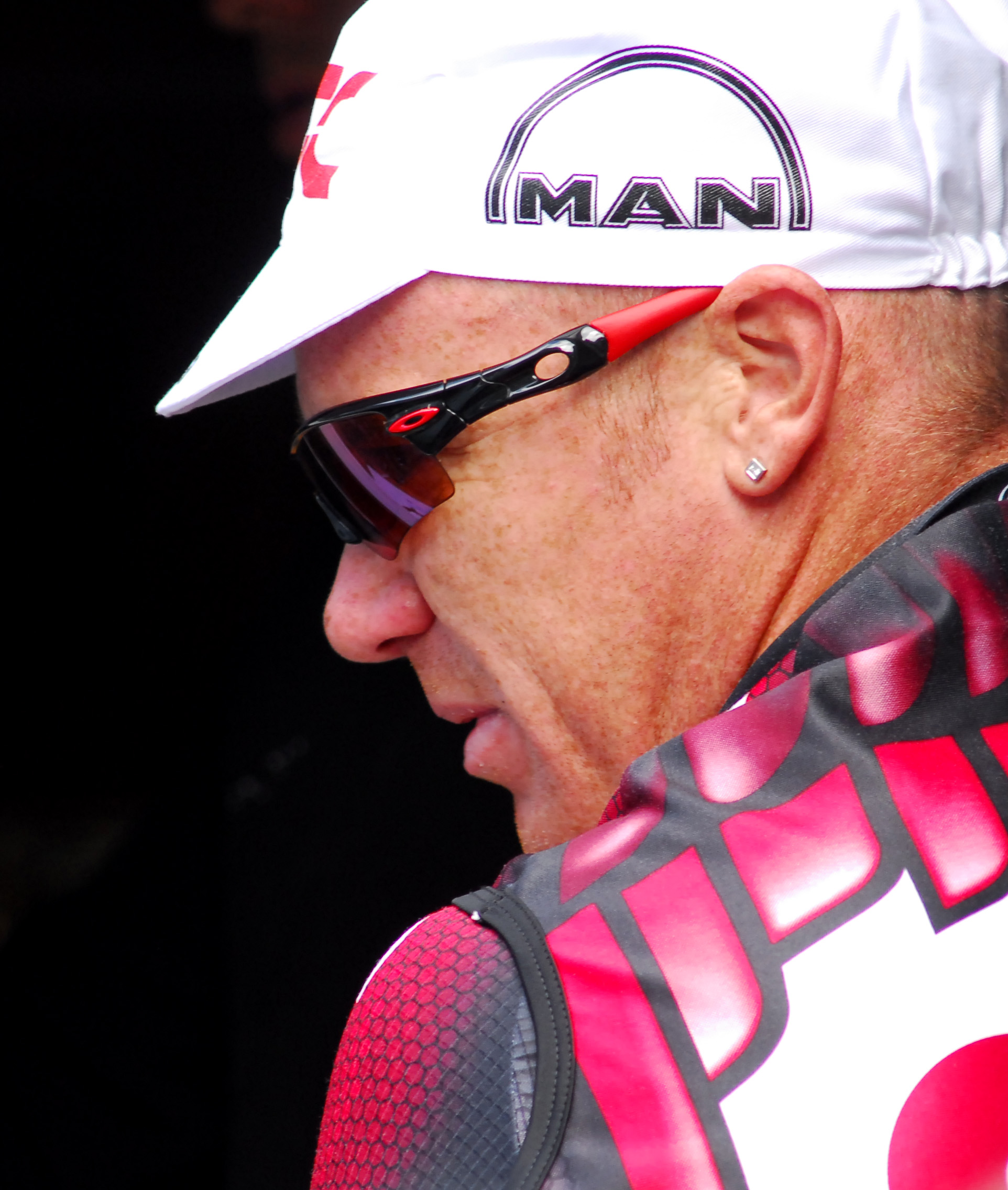
Stuart O'Grady en 2007, año en que ganó la París-Roubaix.

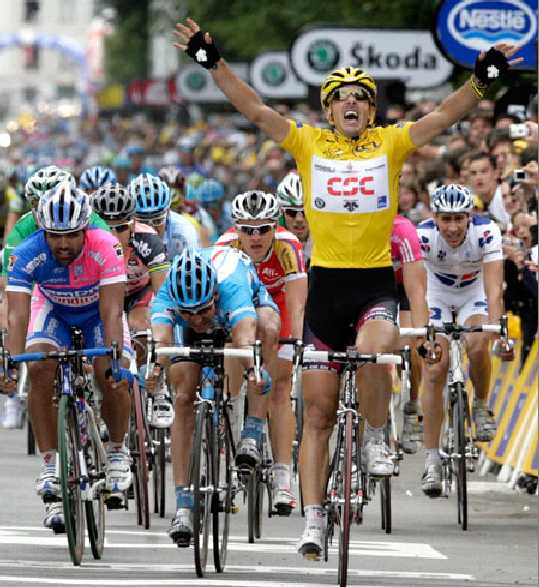
Cancellara, celebrando su segunda victoria en el Tour de Francia 2007.

En 2007, el año comenzó en marzo con una victoria de etapa de Alexandr Kolobnev en la París-Niza.
Apenas un mes después, en abril, Stuart O'Grady logró una importante victoria al triunfar en la París-Roubaix, prestigiosa clásica conocida como El Infierno del Norte por sus durísimos tramos de pavé.
En el Giro de Italia, el joven Andy Schleck fue segundo en la general por detrás de Danilo Di Luca (Liquigas), subiendo así al podio final de Milán pocos días antes de cumplir 23 años. El pequeño de los Schleck ganó además la maglia bianca al imponerse en la clasificación de los jóvenes. El equipo redondeó su participación en la ronda italiana con una victoria de etapa por parte de Kurt-Asle Arvesen.
En el Tour de Francia, Carlos Sastre fue cuarto en la general, quedando así fuera de un podio copado por Alberto Contador (Discovery Channel), Cadel Evans (Predictor-Lotto) y Levi Leipheimer (Discovery Channel). El equipo logró asimismo dos victorias de etapa en la Grande Boucle por medio de Fabian Cancellara (la primera contrarreloj, por las calles de Londres, y una victoria al esprint); además, el corredor suizo vistió el maillot amarillo de líder de la general durante seis días.
Poco después del Tour, en agosto, Jens Voigt ganó en casa la general y una etapa de la Vuelta a Alemania.
En la Vuelta a España Sastre fue segundo en la general tras Denis Menchov (tras no poder recuperar en las etapas de montaña el tiempo cedido ante el ruso en la larga y decisiva contrarreloj de Zaragoza en los primeros compases de la Vuelta), subiendo al podio final de Madrid junto a Menchov (Rabobank) y Samuel Sánchez (Euskaltel).
En octubre, Fabian Cancellara se proclamó Campeón del Mundo en contrarreloj por segundo año consecutivo, ganando así el derecho a llevar el maillot arco iris durante todas las carreras disputadas en esa modalidad hasta el siguiente Mundial.
Ese año (en que logró un total de 34 victorias) el equipo volvió a terminar en 1.ª posición en la clasificación del UCI ProTour, ganándola así en las tres ediciones disputadas hasta ese momento.

##### 2008: Sastre, maillot amarillo

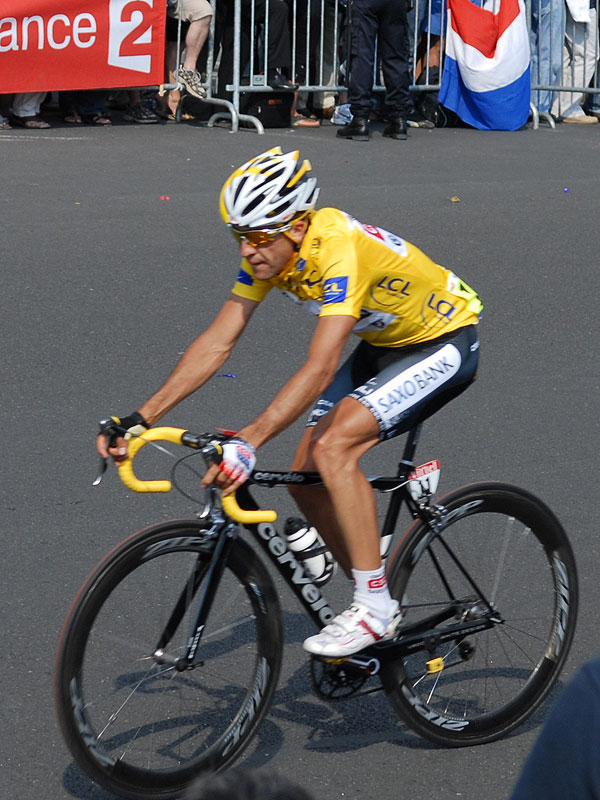
Carlos Sastre, con el maillot amarillo en la llegada a los Campos Elíseos de París del Tour de Francia 2008.

En 2008, la temporada empezó con las victoria de Fabian Cancellara en la prestigiosa clásica Milán-San Remo, tras lanzar un potente ataque ya en las calles de San Remo y lograr una diferencia respecto al grupo de favoritos (demostrando sus dotes de contrarrelojista) suficiente para disfrutar con tranquilidad de su importante triunfo en los metros finales. Más tarde, también en Italia, el suizo ganó la Tirreno-Adriático (donde, además de la general, ganó una etapa).
Por otra parte, Jens Voigt ganó el Tour de Polonia (más una etapa), ayudado por la victoria del equipo en la CRE de la prueba, y también el Critérium Internacional. Más tarde, Voigt ganó también una etapa en el Giro de Italia. La primavera también incluyó una etapa de Chris Sörensen en la Dauphiné Libéré y dos etapas de Fabian Cancellara en la Vuelta a Suiza.
Sin embargo, el gran momento de la temporada llegó en el Tour de Francia de la mano de Carlos Sastre, que ganó la clasificación general, subiendo así victorioso al podio de los Campos Elíseos de París con el maillot amarillo; se trataba del mayor éxito en la historia tanto del ciclista como del equipo y la culminación del sueño fundacional de su director, Bjarne Riis. El triunfo de Sastre se fundamentó en su victoria en la etapa de alta montaña con final en Alpe d'Huez, al atacar ya en las primeras rampas del mítico puerto alpino al resto de favoritos, como Cadel Evans, Bernhard Kohl y Denis Menchov para ganar la etapa y colocarse como nuevo líder de la general. Hombres como Cancellara y Stuart O'Grady trabajaron como gregarios en favor del equipo, y Frank Schleck llegó a portar el maillot amarillo durante varios días; precisamente, era líder de la general el día del ataque de Sastre, lo cual generó cierto conflicto interno entre los hermanos Schleck y el ciclista español por la actitud mantenida por unos y otros en esa decisiva etapa. El gran Tour del equipo se vio redondeado con el maillot blanco al mejor joven conquistado por Andy Schleck y la victoria de etapa de Kurt-Asle Arvesen.
En los Juegos Olímpicos de Pekín, Fabian Cancellara se proclamó campeón olímpico en contrarreloj al ganar la medalla de oro; precisamente, su compañero de equivo Gustav Larsson le acompañó en el podio al ganar la medalla de plata en esa misma prueba. Cancellara había sido previamente tercero en la prueba en ruta, haciéndose con la medalla de bronce.
En la Vuelta a España Carlos Sastre fue tercero en la general (solo por detrás de Alberto Contador y Levi Leipheimer, ambos del Astana, y que al no poder correr el Tour afrontaban la Vuelta como su objetivo principal), subiendo así por segunda vez al podio de una gran vuelta esa temporada. Asimismo, Matti Breschel se impuso en el esprint de la última etapa en el Paseo de la Castellana de Madrid, logrando de ese modo que el equipo obtuviera ese año victorias de etapa en las tres grandes vueltas (Giro, Tour y Vuelta).
Sin embargo, el final de temporada se vio enturbiado por el desencuentro entre el reciente ganador del Tour Carlos Sastre y su fiel escudero Íñigo Cuesta con el mánager general del equipo, Bjarne Riis, durante el desarrollo de la Vuelta. Esta tensa situación (en la que Sastre y Cuesta acusaron a Riis de boicotear las opciones de Sastre de cara a la general de la Vuelta) se produjo después de que Sastre y su gregario de confianza (cuya no inclusión para el Tour por parte de Riis pudo ser uno de los desencadenantes del deterioro en las relaciones entre el corredor abulense y su director) anunciaran su fichaje de cara a 2009 por el debutante Cervélo Test Team, de categoría Continental Profesional (no ProTour, aunque sería invitado a las principales carreras por la calidad de sus integrantes). La creación de ese equipo supuso asimismo la salida de la marca de bicicletas Cervélo como patrocinador del equipo, al crear su propia estructura.
La compañía CSC anunció también que abandonaba el patrocinio del equipo ciclista, poniendo así fin a ocho años de relación (y de denominación del equipo).

### Saxo Bank
Como consecuencia de los cambios de patrocinio, Saxo Bank se convirtió en el patrocinador principal del equipo (en junio de 2008 ya había entrado como patrocinador secundario) con un contrato por tres temporadas, pasando asimismo a ser la denominación principal de la formación.

#### Inicio de una nueva época
Tras la marcha de Carlos Sastre, los hermanos Frank y Andy Schleck y Fabian Cancellara, así como jóvenes valores, tomaron el relevo como jefes de filas del conjunto danés.

##### 2009: Lieja y podio en el Tour con Andy

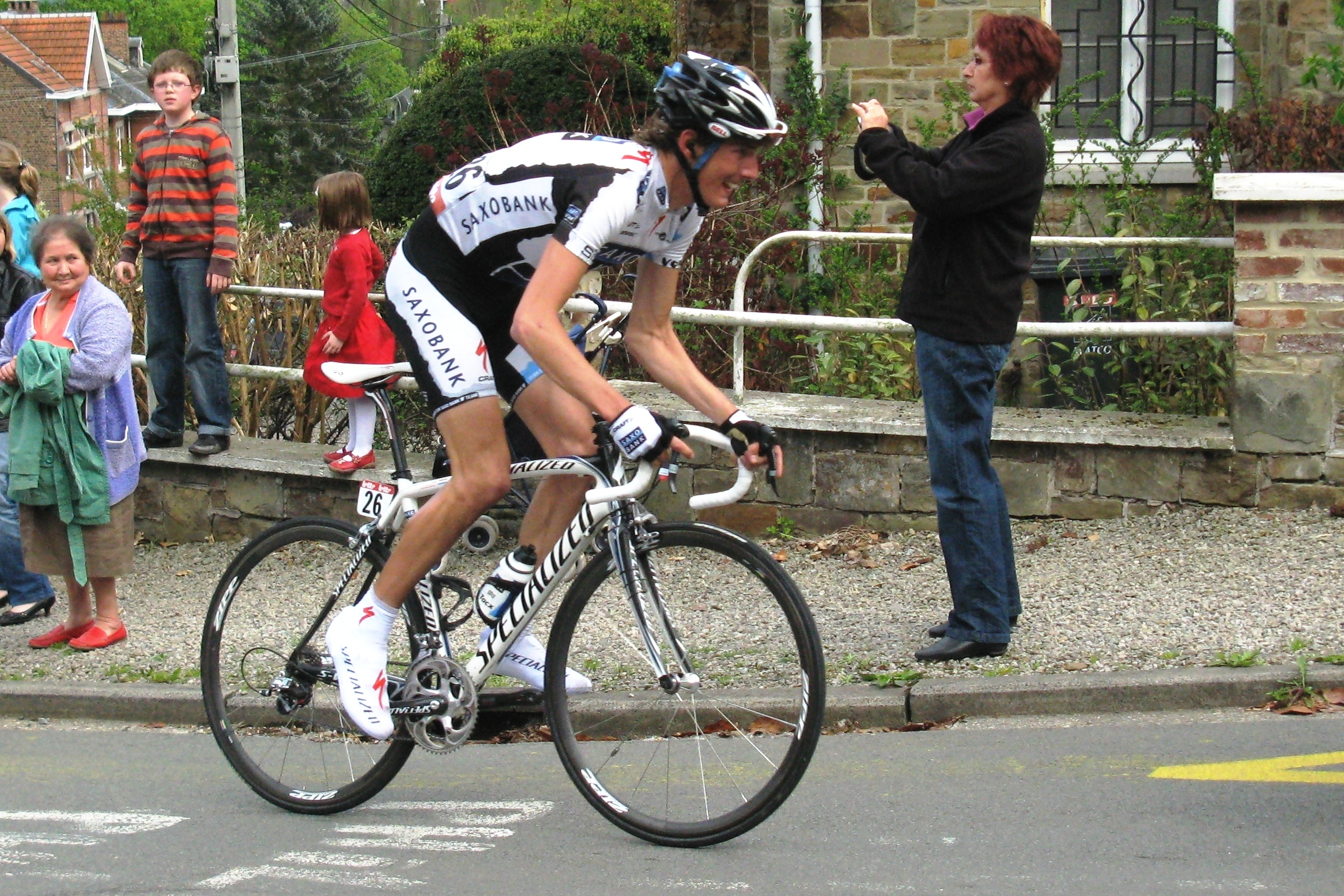
Andy Schleck, camino a la victoria en la clásica Lieja-Bastoña-Lieja 2009.

En 2009, Andy Schleck ganó la 95.ª edición de la histórica y prestigiosa clásica belga Lieja-Bastoña-Lieja al llegar a meta en solitario tras lanzar desde lejos un duro ataque que no pudo ser neutralizado por el grupo perseguidor de favoritos, en el que su hermano Frank cumplió una labor de equipo. En las otras dos clásicas de las Ardenas, previamente disputadas, el equipo logró sendos segundos puestos en la Amstel Gold Race (con el local Karsten Kroon) y Flecha Valona (Andy Schleck), por lo que hubo un representante de la formación en los tres podios de las Ardenas.
En junio, Fabian Cancellara fue el claro dominador de la Vuelta a Suiza disputada en su país, ganando la general y dos etapas. Matti Breschel también ganó una etapa en la carrera helvética.
El 28 de junio, cinco ciclistas del equipo se proclamaron campeones en ruta en sus respectivos países (Dinamarca, Luxemburgo, Noruega, Suecia y Suiza).

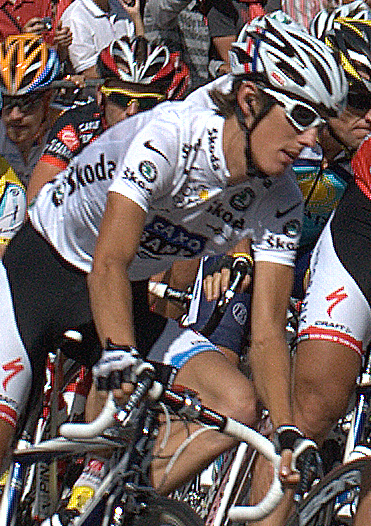
Andy, con el maillot blanco en el Tour de Francia.

En el Tour de Francia Andy Schleck fue segundo en la general, por lo que subió al podio de los Campos Elíseos de París junto a Alberto Contador (que ganaba su segundo Tour, y cuarta gran vuelta) y Lance Armstrong (tercero), ambos del Astana. Andy subió también al podio como el mejor joven de esa edición de la Grande Boucle, ganando así por segundo año consecutivo el maillot blanco. El equipo completó su buena actuación con tres victorias de etapa, logradas por Cancellara (quien ganó la primera etapa contrarreloj en Mónaco, vistiendo el maillot amarillo los seis primeros días), Nicki Sørensen (tras atacar a sus compañeros de fuga en una etapa llana) y Frank Schleck (en la última etapa alpina, junto a Contador y Andy, en una de las mejores jornadas en la historia del equipo según el propio Bjarne Riis). Frank fue quinto en la general final.
Cancellara ganó dos etapas en la Vuelta a España, ambas en la modalidad contrarreloj: la primera etapa, que tuvo lugar en el circuito de Assen (convirtiéndose en el primer maillot oro de esa Vuelta, que lució un total de 5 días), y la séptima, disputada en Valencia. El suizo se proclamó poco después Campeón del Mundo contrarreloj en la prueba disputada en Mendrisio, ante su afición.

##### 2010: Último año de los Schleck y fichaje de Contador
El equipo empezó la temporada ganando la A Través de Flandes, gracias a Matti Breschel. En primavera, Fabian Cancellara se llevó tres clásicas: E3 Prijs Harelbeke, el Tour de Flandes y la París-Roubaix.
En el Giro de Italia, el destacado del equipo fue una de las nuevas contrataciones para la temporada, Richie Porte. El australiano ganó la clasificación de los jóvenes, finalizó 7.º en la general y llevó la maglia rosa de líder durante 3 etapas. Además el equipo obtuvo dos victorias de etapa gracias a Chris Anker Sørensen y Gustav Larsson.
En junio Frank Schleck ganó la Vuelta a Suiza, carrera en la que el Saxo Bank, ocupó dos plazas del podio, ya que Jakob Fuglsang fue tercero
Para el Tour de Francia, los hermanos Schleck llegaban como serios aspirantes a la victoria y desafiar a Alberto Contador. Mientras Fabián Cancellara ganó el prólogo y fue el líder de la carrera la primera semana, Frank Schleck abandonó en la 3.ª etapa y Andy ganó la 8.ª etapa y se vistió de amarillo en la 9.ª. La carrera tuvo su polémica en los Pirineos cuando se ascendía al Port de Balès durante la 15.ª etapa. Andy Schleck lanzó un ataque y Alberto Contador respondió al mismo. En ese momento al luxemburgués se le salió la cadena y el español siguió a ritmo, dejándolo atrás. Lo mismo hicieron Samuel Sánchez y Denis Menchov, aspirantes al título también. Cuando coronaron el puerto, Andy estaba a 26 segundos, que se ampliaron a 39 al final de la etapa. Por 8 s Andy Schleck quedó detrás de Contador en la general, diferencia que se amplió a 41 en la contrarreloj de la 19.º etapa. Así finalizó el Tour de ese año, Contador primero y Andy Schleck segundo. Dos meses después se dio a conocer que Contador había dado un resultado anormal de clenbuterol en un control antidopaje realizado el último día de descanso, entre las etapas 16 y 17. El Caso Contador, llevó casi un año y medio de investigaciones y finalmente el 6 de febrero de 2012 fue sancionado y oficialmente el Tour de Francia 2010, quedó para Andy Schleck.
Finalizado el Tour, se anunciaron grandes cambios en el equipo de cara a 2011. Por un lado los hermanos Schleck anunciaron que dejaban al equipo de Riis al final de temporada, para unirse a un nuevo proyecto de equipo luxemburgués a crearse para 2011. Cuatro días después, Riis y Contador llegaron a un acuerdo por el cual el español se unía al equipo como jefe de filas por dos temporadas.

##### 2011: Giro para Contador, e incertidumbre sobre su caso
La salida de los Schleck hizo que varios corredores también dejaran al equipo y ficharan por el Leopard-Trek. Fabian Cancellara, Jakob Fuglsang, Dominic Klemme, Anders Lund, Stuart O'Grady y Jens Voigt, se unieron al proyecto luxemburgués y Bjarne Riis tuvo que renovar en gran parte la plantilla. A la llegada de Alberto Contador, se le sumó la de sus compañeros en el Astana, Dani Navarro, Benjamín Noval y Jesús Hernández. También se fichó al belga Nick Nuyens y a los experientes Volodymir Gustov y Matteo Tosatto.
El 15 de febrero, el Comité de Competición de la Real Federación Española de Ciclismo, comunicó que Contador quedaba absuelto de su caso de positivo en el Tour 2010. La decisión de la RFEC, lo habilitó a debutar en el equipo al día siguiente en la Vuelta al Algarve, luego de 7 meses sin competir. Durante marzo y principios de abril el equipo logró varias victorias, el español se reencontró con el triunfo en las vueltas a Murcia y Cataluña, mientras que Juan José Haedo ganó una etapa de la Tirreno-Adriático y Nick Nuyens el Tour de Flandes. Lejos de finalizar el Caso Contador, la Unión Ciclista Internacional y la Agencia Mundial Antidopaje apelaron la decisión de la RFEC ante el Tribunal de Arbitraje Deportivo (TAS). Este en principio anunció que el fallo podría resolverse antes de que finalizara junio, por lo que, ante la posibilidad que Contador no pudiera correr el Tour de Francia, fue alistado en el equipo para el Giro de Italia.
En el Giro de Italia, con una formación integrada entre otros por Navarro, Hernández, Porte y Gustov, Contador se hizo con la maglia rosa de líder en la 9.ª etapa al ganar en el Etna y poco más de un minuto lo distanciaba de sus rivales más cercanos en la general. En las Dolomitas Contador obtuvo la 2.ª posición en el Grossglockner, 2.º en el Zoncolan, 3.º en Val di Fassa y ganó la cronoescalada en Nevegal. Tras disputar la 16.ª etapa, la diferencia del español con Michele Scarponi y Vincenzo Nibali (2.º y 3.º) ya era de 5 y 6 minutos respectivamente. En el final con una contrarreloj en Milán, Contador amplió más las diferencias y ganó su segundo Giro (carrera de la que posteriormente sería descalificado).
Pocos días antes que terminara el Giro, el TAS anunció que aplazaba la audiencia para el 1 de agosto, tras lo cual Contador acudió al Tour de Francia como líder del Saxo Bank Sungard.
El desgaste del Giro, Contador lo pagó el Tour. Caídas en las primeras etapas y la contrarreloj por equipos lo llevaron a perder casi 2 minutos con sus principales rivales, los hermanos Schleck y Cadel Evans. De todas formas intentó en los Alpes recortar tiempo sin mayor éxito hasta que en la etapa reina con final en el Galibier, perdió todas las opciones al triunfo al ceder casi 4 minutos con Andy Schleck y 2 con Evans. En la general finalizó 5.º mientras que por equipos el Saxo Bank Sungard fue 8.º.
Para la Vuelta a España el líder del equipo fue Chris Anker Sørensen. El danés fue el mejor del equipo con un 2.º lugar en Sierra Nevada y finalizando en la posición 12.º. Además, Juan José Haedo ganó la 16.ª etapa en un final al sprint en Haro.

### Team Saxo-Tinkoff

#### 2012: Sanción a Contador y victoria en la Vuelta a España

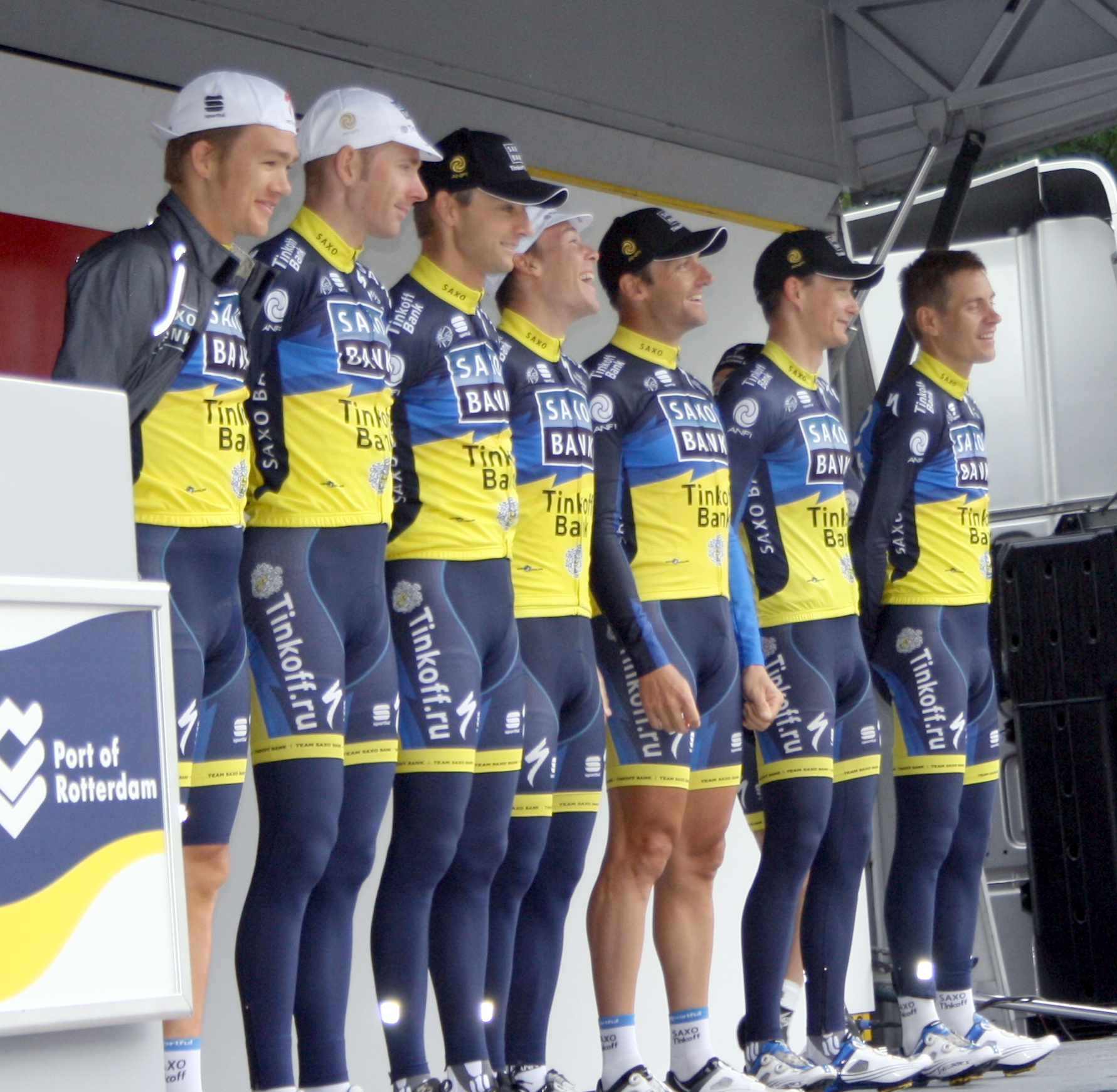
Formación del equipo en 2012.

El 6 de febrero de 2012, el TAS dio resolución al Caso Contador y confirmó la sanción al español por positivo de clembuterol en el Tour de Francia 2010. La suspensión fue por dos años pero de carácter retroactivo, con lo cual quedaba habilitado a volver a partir del 5 de agosto de 2012. Además fue descalificado de todos sus resultados y perdió las victorias que había logrado con el equipo en 2011 (Giro de Italia, Vuelta a Murcia, Volta a Catalunya).
Esta sanción, dejó al Saxo Bank si su principal corredor por 6 meses y hasta en peligro de perder su licencia de equipo UCI ProTeam, ya que anulados los resultados del español, el equipo no sumaba la suficiente cantidad de puntos como para mantener esa condición. Esto finalmente fue descartado por la Comisión de Licencias de la UCI y el Saxo Bank se mantuvo en la categoría.
Tras un discreto Giro de Italia, y un Tour de Francia en el que Michael Mørkøv peleó el maillot de la montaña y en el que el danés Chris Anker Sørensen obtuvo al premio a la combatividad, en agosto se produjo la reaparición de Alberto Contador en el Eneco Tour donde logró la 4.ª plaza.
Posteriormente, llegó la Vuelta a España, con Contador nuevamente como jefe de filas. En una edición en la que abundaron las llegadas en alto, ya en la 3.ª etapa con final en el Alto de Arrate, Contador quedó ubicado 5.º en la general y al día siguiente pasó al tercer lugar a solo 5 segundos de Joaquim Rodríguez, el líder de la carrera. A partir de allí se produjeron intensos duelos con Purito Rodríguez y Alejandro Valverde. Purito se mostraba como el más fuerte en la montaña, ampliando de a poco en las siguientes etapas, a 1 minuto la diferencia. Pero Contador volvió a ponerse a un solo segundo tras la contrarreloj de la 11.ª etapa. En el Mirador de Ézaro y en el Puerto de Ancares, Rodríguez nuevamente se distanció de Contador, llevando la renta en la general a casi 30 segundos. En la 17.ª etapa, en una jornada de media montaña que se preveía intrascendente, Contador dio vuelta a la carrera con un ataque en solitario a más de 50 km de meta. Purito Rodríguez, no reaccionó en el momento adecuado y cuando lo intentó no pudo recortar la diferencia con el de Pinto. Más de 2 minutos y medio le hizo Contador a Purito, ganando la etapa y poniéndose como nuevo maillot rojo de la carrera, liderato que mantuvo hasta el final en Madrid.
Tras esta victoria, Alberto Contador participa en el Mundial de crono donde obtiene la 9.ª plaza; después se impone por primera vez en su carrera en una Clásica, la Milán-Turín, su temporada termina con un 9.º puesto en el Giro de Lombardía.

#### 2013: Refuerzos para el equipo
Con el objetivo de renovar la licencia UCI ProTeam, el equipo confirma los fichajes de Nicolas Roche, Roman Kreuziger, Daniele Bennati, Matti Breschel, que vuelve al equipo en el que se formó, Oliver Zaugg, Marko Kump, Jay McCarthy y Rory Sutherland, además de los confirmados a última hora Timothy Duggan , Evgeni Petrov y Michael Rogers. Estos corredores aportaron una gran cantidad de puntos de mérito para el ranking que elabora la UCI para otorgar las licencias 2013, pero no fueron suficientes y culminó en la 20.ª posición y último de ese ranking. A pesar del triunfo en la Vuelta a España de Alberto Contador, el equipo logró escasas victorias en 2012 y los puntos del pinteño no sumaron en el ranking debido a su suspensión. Por este motivo, el Saxo-Tinkoff quedó muy por debajo del Argos-Shimano (16.º en el ranking), equipo con aspiración a ser Protour. La decisión que sería tomada el 10 de diciembre por la comisión de licencias de la UCI, finalmente otorgó la licencia ProTour al equipo, al igual que al Argos.

### Tinkoff-Saxo/Tinkoff

#### 2014: Excelente temporada y 2.ª Vuelta a España
Con la instalación de Tinkoff como patrocinador principal, la cosa parecía ir mejor. Tras un año (2013) de malos resultados, el inicio de temporada de 2014 parecía ir mejor; Contador recuperó su gran forma ganando la general de la Tirreno-Adriático por delante de Nairo Quintana, más dos etapas de montaña. Para seguir mostrando su buena forma, Contador ganó la general de la Vuelta al País Vasco, más una etapa.
Con Rafał Majka de líder para el Giro de Italia se esperaban buenos resultados y estos llegaron: 6.º puesto en la general para Majka y dos etapas (11.ª y 20.ª) para Michael Rogers
Buenas victorias anteriores al Tour de Francia, avalaban una excelente participación por parte del Tinkoff-Saxo, pero esta participación se quedaría a corta para llegar a excelente. En el inicio de las etapas de montaña, Contador se caía en una peligrosa bajada y se fracturaba la tibia, teniendo que abandonar el Tour y dejando al equipo sin jefe de filas. Pese a esta mala noticia, Rogers y Majka intentaron coger el timón del equipo, ganando una y dos etapas, respectivamente, siendo Majka el ganador final de la clasificación de lunares rojos (mejor escalador). A pesar de no competir por la general, los componentes del Tinkoff-Saxo supieron hacer un buen Tour de Francia
Como Contador continuaba recuperándose de su fractura de tibia, Majka fue el único que ganó algo bueno en la transición a la Vuelta, como dos etapas del Tour de Polonia y la general de esta.
Para finalizar la temporada, Contador, ya recuperado de su lesión, llegaba a la Vuelta a España con tal de darlo todo y más, intentando hacer lo que no pudo en el Tour. Tras una continua, bonita y dura batalla con los españoles ('Purito' Rodríguez y Alejandro Valverde, Froome se unía a la batalla y con fuerza, intentando hacer lo que no pudo en el Tour. Pese a tal ímpetu por parte del inglés, Contador ganó con puño de acero sobre sus rivales, aunque no con mucho tiempo (1 min 10 s con Froome). Además, ganó el jersey blanco (clasificación de la combinada) y dos etapas (16.ª y 20.ª), con final en La Farrapona y en el Puerto de Ancares.

#### 2015: Incorporación de nuevos ciclistas y 2.º Giro de Italia
Para el 2015 se incorporaban nuevos ciclistas de gran calidad como Peter Sagan (ganador de etapas en Grandes Vueltas, de clásicas y de maillots verdes en Tour), Ivan Basso (doble campeón del Giro de Italia), Maciej Bodnar (buen contrarrelojista) y Robert Kiserlovski (buen escalador y gregario).
El inicio de temporada había estado marcado por la escasez de victorias (3 etapas ganadas), pero a medida que iba avanzando la temporada, las victorias iban llegando. La primera en el Giro de Italia, donde tras un duro y exigente Giro, Contador ganaba su 2.ª Gran Vuelta Italiana, por delante de las jóvenes promesas italianas y españolas Fabio Aru y Mikel Landa, respectivamente. Contador que siempre había contado con la ayuda del equipo en todo el Giro, se vio solo en las últimas etapas, debido al escaso nivel de Rogers y Kreuziger en la última semana de competición. Pese a ello, Contador supo arreglárselas y batir al Astana solo (donde corrían Aru y Landa), quedando para enmarcar en la historia del ciclismo la "Jornada épica del Mortirolo" donde Contador perdía 1 minuto con Aru y Landa al pie de esta durísima ascensión y tras ascender todo el puerto, les neutralizó, y nada más neutralizarlos soltó un fuerte ataque al que solo el neerlandés Steven Kruijswijk y Mikel Landa pudieron responder pese a que Landa llevara toda la ascensión tirando de Aru, la etapa la ganó Landa tras atacar a pocos kilómetros del final en la ascensión de Aprica Kruijswijk y Contador llegaron a 38 segundos y Aru acabó perdiendo 2 minutos y 48 segundos respecto a Landa, Contador sentenció el giro en esa etapa.
Tras el buen resultado del Giro, las nuevas incorporaciones sacaban a relucir su enorme calidad, en las pruebas de camino al Tour de Francia. Sagan ganaba el Amgen Tour de California 2015, más dos etapas, por delante de todo un escalador, Julian Alaphilippe. También, Jesper Hansen ganaba el Tour de Noruega, más una etapa. Mientras Michael Kolář ganaba la 5.ª etapa del Tour de Eslovaquia y Contador la Ruta del Sur, más la etapa reina, Sagan se lucía en la Vuelta a Suiza ganando dos etapas al sprint y el maillot de puntos/regularidad.
Y llegaba el 2.º gran objetivo de Contador y el mayor de todos, el Tour de Francia. Contador llegaba con una pizca de fatiga del Giro, pero estaba predispuesto a ganar la prueba gala. Antes debía batir a Chris Froome, Nairo Quintana, Alejandro Valverde, Tejay Van Garderen, que no habían competido en Grandes Vueltas aún. Durante el Tour, Sagan tuvo mala suerte, ya que no consiguió ninguna victoria de etapa, pero se quedó muchas veces a las puertas de esta, pero ganó el maillot verde de los puntos, por 4.ª vez consecutiva. Majka ganaba la 11.ª etapa de Pau a Cauterets, pasando por el mítico y exigente Tourmalet. Por parte de Contador, este no pudo hacer nada. La superioridad de Froome y su equipo el Sky, podían con cualquiera, hasta con Quintana y más con Contador, que venía cargando una Gran Vuelta a las espaldas. Aun así, logró terminar en 5.ª posición.
Para finalizar la temporada, Contador no estaba, pero si Sagan y compañía. Bodnar ganó la 4.ª etapa del Tour de Polonia, Christopher Juul Jensen la general de la Vuelta a Dinamarca, Matti Breschel dos etapas de esta competición al esprint y Michael Mørkøv la última etapa de la Vuelta a Dinamarca. Mientras Kreuziger ganaba la 6.ª etapa del USA Pro Cycling Challange, Sagan ganaba la 3.ª etapa de la Vuelta a España al sprint por delante de Degenkolb y Bouhanni. Debido a la mala suerte, un día después tenía que abandonar la prueba española, debido a una fuerte caída provocada por una moto que le atropelló.
A final de año, el Tinkoff-Saxo ganó su mayor competición (del nivel de las Grandes Vueltas o incluso mayor). Peter Sagan ganaba el Campeonato Mundial de Ciclismo en Ruta, luciendo así el increíble e importante maillot Arco-Iris

#### 2016: Marcha del Saxo Bank y posible disolución
La temporada 2016 comenzaba al revés que terminaba la 2015, con malas noticias. El banco danés retiraba su patrocinio del equipo, según se comentaba por discrepancias con el dueño del equipo (Oleg Tinkov). Así pues el equipo se pasaba a llamar Tinkoff a secas y a dejar de llevar el logotipo del Saxo Bank. Oleg Tinkov, el dueño del equipo, dejó caer que el equipo no seguiría en 2017, es decir, se disolvería. Más tarde lo confirmó, y ofreció a alguna persona que le comprase la licencia del equipo. Continuando con las malas noticias, Ivan Basso se retiraba del ciclismo profesional y Alberto Contador anunciaba que probablemente, la temporada 2016, sería su última temporada y se retiraría.
Pese a todo esto, las ganas seguían siendo las mismas. La temporada comenzaba con dos victorias de etapa en la Vuelta a Andalucía de Oscar Gatto (nueva incorporación) y de Daniele Bennati, además de la 5.ª etapa de la Vuelta al Algarve, por parte de Contador. También, el jovencísimo y recién incorporado Erik Baška ganaba la Handzame Classic y Maciej Bodnar la (CRI) de la 3.ª.b etapa de los Tres Días de La Panne. Jay McCarthy lograba ganar la 2.ª etapa del Tour Down Under y Peter Sagan la clásica belga Gante-Wevelgem, como su 1.ª victoria con el maillot de campeón mundial. Unos días después de la victoria en la Gante-Wevelgem, Sagan ganaba el Tour de Flandes, su primer monumento, por delante del gran Fabian Cancellara. Tras dos segundos puestos de Contador en la París-Niza y en la Volta a Cataluña, este conseguía ganar la Vuelta al País Vasco, más la última etapa que era una cronoescalada.
Finalizada la primera parte de la temporada con unos resultados excelentes, comenzaba la segunda parte, y de buena manera. El equipo mandado al Tour de Croacia ganaba la contrarreloj por equipos y su líder, Jesper Hansen finalizaba 2.º en la clasificación general. Más tarde, se confirmaría el equipo destinado al Giro de Italia, donde el joven escalador Rafał Majka estaba como líder destacado, confirmando la decisión del Tinkoff, de guardar sus mejores cartuchos para el Tour de Francia. Aun así, Majka se mantuvo bien en la general, y aunque en la prueba italiana había grandes ciclistas, tales como el italiano Vincenzo Nibali o el español Alejandro Valverde, Majka supo supera bien la alta montaña, estando casi siempre con los mejores, finalizando 5.º en la general, a 4 min y 37 s del ganador de esta, Vincenzo Nibali. Mientras, Sagan ganaba dos etapas en el Amgen Tour de California. Acercándose la fecha de comienzo del Tour de Francia, el Tinkoff se iba preparando, aunque perdía a uno de sus mejores corredores, Michael Rogers, que se retiraba del ciclismo profesional por un problema cardíaco que llevaba arrastrando muchos años y por su edad. Pese a una baja tan importante, con el Tour a la vuelta de la esquina, el Tinkoff siguió su buena preparación. Contador, tras 1 mes y medio inactivo a nivel competitivo, volvía a la competición en el Critérium del Dauphiné, con el objetivo de preparar las piernas para el Tour y coger el punto de forma perfecto para la ronda gala. Ya en la 1.ª etapa, un prólogo-escalada de 4 km al 9,7%, Contador ganaba la etapa, se colocaba líder y le sacaba 13 segundos a su rival más directo, Chris Froome.
Entonces, llegaba la competición más importante del año, el Tour de Francia, donde el Tinkoff llevaba un equipo potente y veterano, aunque fue criticado porque equipos como el Sky o el Astana llevaban bloques más fuertes. Aun así el equipo supo completar un buen Tour, pese a la retirada inicial de su jefe de filas, Alberto Contador, que tras 2 caídas en las 2 primeras etapas y un golpe de fiebre tuvo que retirarse en la 9.ª etapa con final en el HC de Ordino-Arcalis, no sin antes lanzar un ataque a principio de etapa. Roman Kreuziger, hasta el momento, el mejor hombre colocado en la general por parte del Tinkoff, asumió el rol de jefe de filas y completó una buena 10.ª posición en la general, tras conseguir recortar casi 3 minutos a sus rivales en la 20.ª y penúltima etapa. Además, el conjunto ruso obtuvo el maillot de la montaña por parte de Rafał Majka que conseguía su 2.º maillot como mejor escalador, Peter Sagan obtenía su 5.º maillot verde de los puntos consecutivo, a tan solo 1 del récord de Erik Zabel. El campeón del mundo también obtenía el premio de la combatividad, como el ciclista más combativo del Tour gracias a sus numerosas y excelentes escapadas, y se llevaba a casa 3 victorias de etapa y 3 días como maillot amarillo. Así pues fue un Tour de Francia agridulce, ya que aunque su baza para la general, Alberto Contador, se tuvo que retirar, el equipo supo recomponerse y conseguir 2 maillots (montaña y puntos), 3 victorias de etapa, el premio al más combativo del Tour y un 10.º puesto en la general.
Después de cuatro años, el extrovertido maganate ruso, Oleg Tinkov, decidió que el 2016 sería el último en el que estaría ligado al mundo del ciclismo y por lo tanto retiró el patrocinio del banco Tinkoff Bank para la temporada 2017, con lo que el hasta ahora Tinkoff-Saxo, al no tener un patrocinador para la temporada 2017 se ha anunciado su desaparición.

## Corredor mejor clasificado en las Grandes Vueltas
| Año  | Giro de Italia        | Tour de Francia           | Vuelta a España           |
| ---- | --------------------- | ------------------------- | ------------------------- |
| 1998 | -                     | -                         | -                         |
| 1999 | -                     | -                         | -                         |
| 2000 | -                     | 36.º Bo Hamburger         | -                         |
| 2001 | -                     | 19.º Laurent Jalabert     | -                         |
| 2002 | 2.º Tyler Hamilton    | 10.º Carlos Sastre        | -                         |
| 2003 | -                     | 4.º Tyler Hamilton        | -                         |
| 2004 | -                     | 3.º Ivan Basso            | 6.º Carlos Sastre         |
| 2005 | 28.º Ivan Basso       | 2.º Ivan Basso            | 3.º Carlos Sastre         |
| 2006 | 1.º Ivan Basso        | 3.º Carlos Sastre         | 4.º Carlos Sastre         |
| 2007 | 2.º Andy Schleck      | 4.º Carlos Sastre         | 2.º Carlos Sastre         |
| 2008 | 14.º Gustav Larsson   | 1.º Carlos Sastre         | 3.º Carlos Sastre         |
| 2009 | 16.º Lars Ytting Bak  | 2.º Andy Schleck          | 31.º Aleksandr Kolobnev   |
| 2010 | 7.º Richie Porte      | 1.º Andy Schleck          | 4.º Fränk Schleck         |
| 2011 | 27.º Jesús Hernández  | 37.º Chris Anker Sørensen | 12.º Chris Anker Sørensen |
| 2012 | 63.º Volodymir Hustov | 14.º Chris Anker Sørensen | 1.º Alberto Contador      |
| 2013 | 7.º Rafał Majka       | 4.º Alberto Contador      | 5.º Nicolas Roche         |
| 2014 | 6.º Rafał Majka       | 26.º Michael Rogers       | 1.º Alberto Contador      |
| 2015 | 1.º Alberto Contador  | 5.º Alberto Contador      | 3.º Rafał Majka           |
| 2016 | 5.º Rafał Majka       | 10.º Roman Kreuziger      | 4.º Alberto Contador      |

## Filosofía del equipo
Cuando Bjarne Riis tomó el mando del equipo en el invierno 2000-2001, contrató al exsoldado de la Jægerkorpset (Unidad de Fuerzas Especiales del Ejército Danés) Biarne Slot Christiansen, como consejero de la formación, y juntos darían al equipo una filosofía distinta a la de otros muchos equipos ciclistas profesionales, tanto en lo referente a métodos de trabajo como en lo referente al ambiente interno.
El equipo trabaja en cuatro valores: comunicación, lealtad, compromiso y respeto, con la intención de mejorar el trabajo de equipo. Asimismo, además de un grupo selecto de ciclistas para las principales carreras de la temporada, el equipo trabaja para el ciclista que esté en mejor forma ese día, y también decide separar la función de capitán del equipo (el ciclista que toma las decisiones) y el líder o jefe de filas (el ciclista que intenta ganar) para evitar concentrar toda la presión en un solo corredor.
Para trabajar en estos valores, la formación al completo acude anualmente a viajes de educación al aire libre, los llamados campamentos de entrenamiento de reclutas, teniendo que superar un número de retos físicos bajo la presión del tiempo. Según B.S. Christiansen, estos campamento tienen como objetivo "enseñar a la gente que pueden lograr sus objetivos mediante la cooperación. Tienen que dar lo mejor de sí mismos en las peores condiciones, cuando cada acto tiene sus consecuencias". Bobby Julich, uno de los ciclistas del equipo, explicó que "esos días nos hicieron sentir más próximos [sic] y nos dieron las estrategias para trabajar como un equipo en cualquier circunstancia de carrera".
Entre los retos planteados a los ciclistas para fomentar el trabajo de equipo se encuentran la supervivencia en un bosque sueco con unos litros de agua y artilugios básicos de acampada con los que sobrevivir (debiendo organizarse los corredores para cortar troncos, construir balsas, hacer fuego y otras actividades) y una travesía a nado de 1-2 kilómetros en el Océano Atlántico de noche durante una concentración en Lanzarote.

## Cuerpo técnico

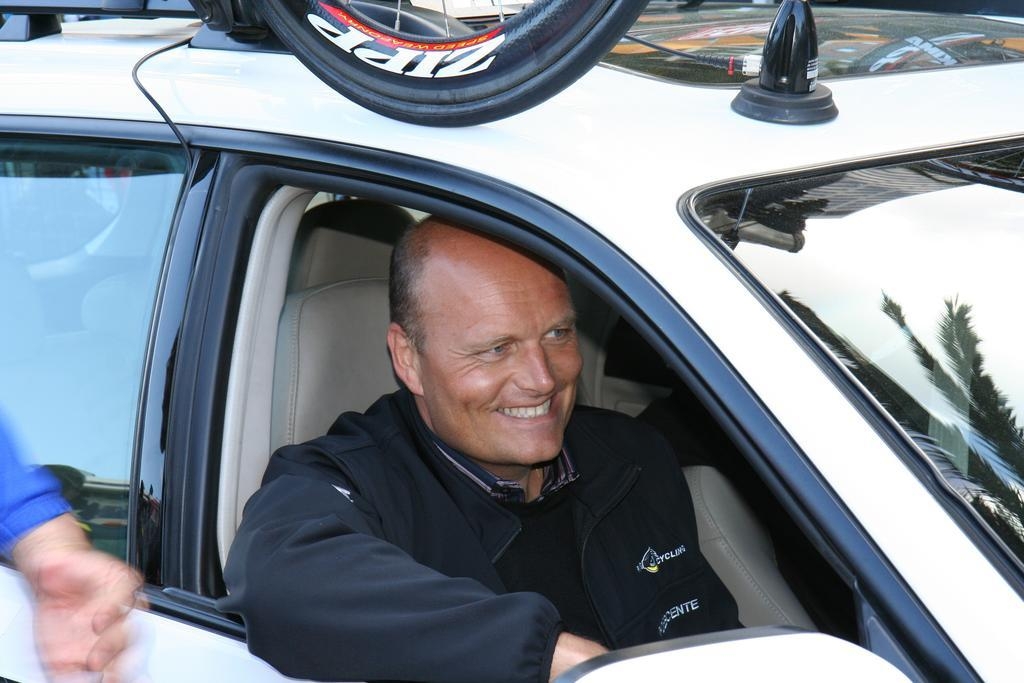
Bjarne Riis, en el coche del equipo.

| Nombre               | Nacimiento | Nacionalidad   | Procedencia                           | Entrada | Salida |
| -------------------- | ---------- | -------------- | ------------------------------------- | ------- | ------ |
| Bjarne Riis          | 1964       | Dinamarca      | Ciclista del Team Telekom (1998)      | 2000    | 2015   |
| Dan Frost            | 1961       | Dinamarca      | Ciclismo en pista                     | 2006    | -      |
| Jørgen Vagn Pedersen | 1959       | Dinamarca      | Director de contabilidad del Team CSC | 2007    | -      |
| Steven de Jongh      | 1973       | Países Bajos   | Director del Sky Procycling           | 2013    | -      |
| Nicki Sørensen       | 1975       | Dinamarca      | Ciclista del Tinkoff-Saxo             | 2014    | -      |
| Tristan Hoffman      | 1970       | Países Bajos   | Director del Team Columbia            | 2011    | -      |
| Patxi Vila           | 1975       | España         | Embajador de Specialized              | 2014    | -      |
| Lars Michaelsen      | 1972       | Dinamarca      | Director del Radioshack-Nissan        | 2012    | -      |
| Sean Yates           | 1960       | Reino Unido    | Director del NFTO                     | 2014    | -      |
| Bobby Julich         | 1971       | Estados Unidos | Director del Sky Procycling (2012)    | 2014    | -      |

## Material ciclista

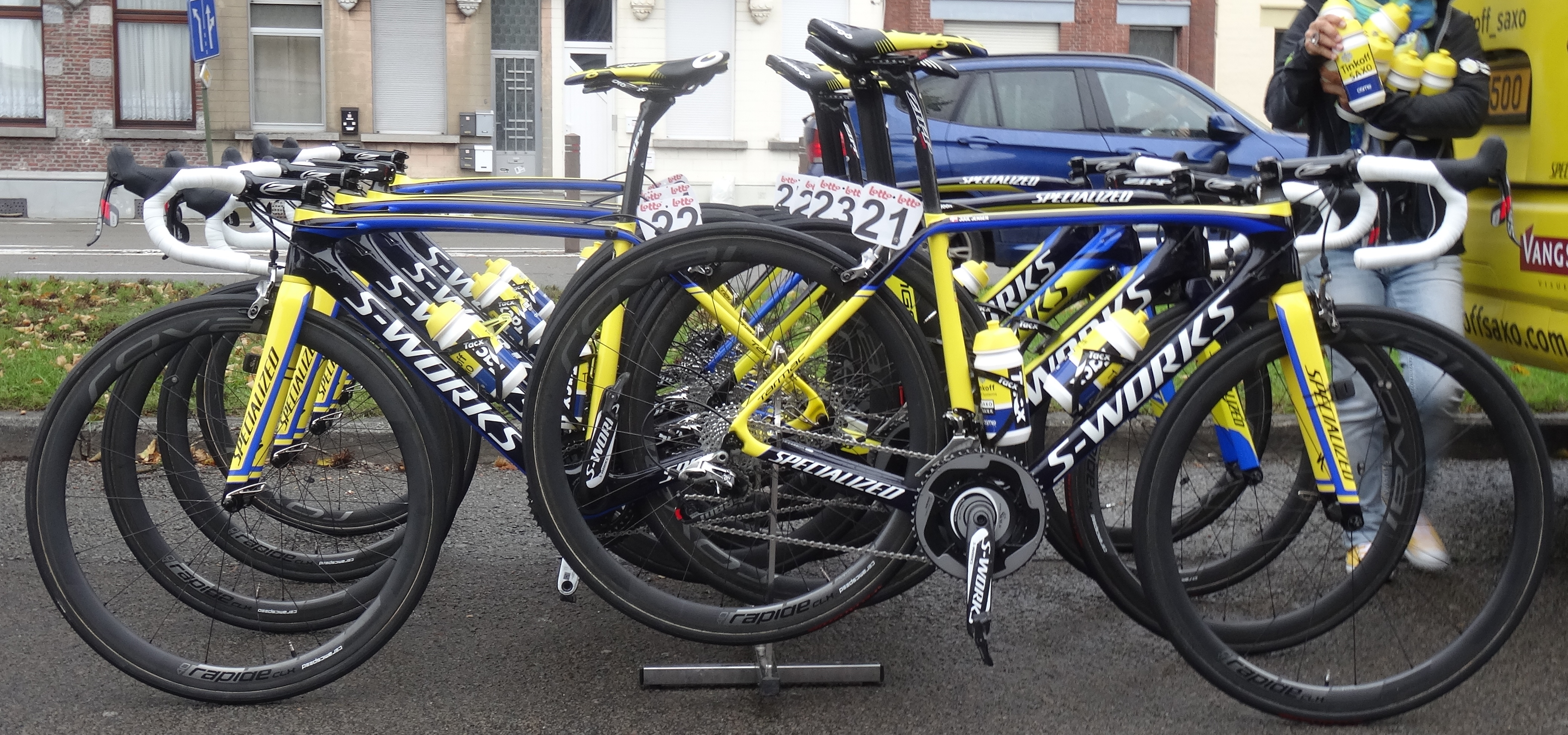
Biclicletas Specialized que utiliza el equipo.

- Bicicletas de competición del fabricante estadounidense Specialized.
- Componentes del grupo shimano
- Coches: Citroën.

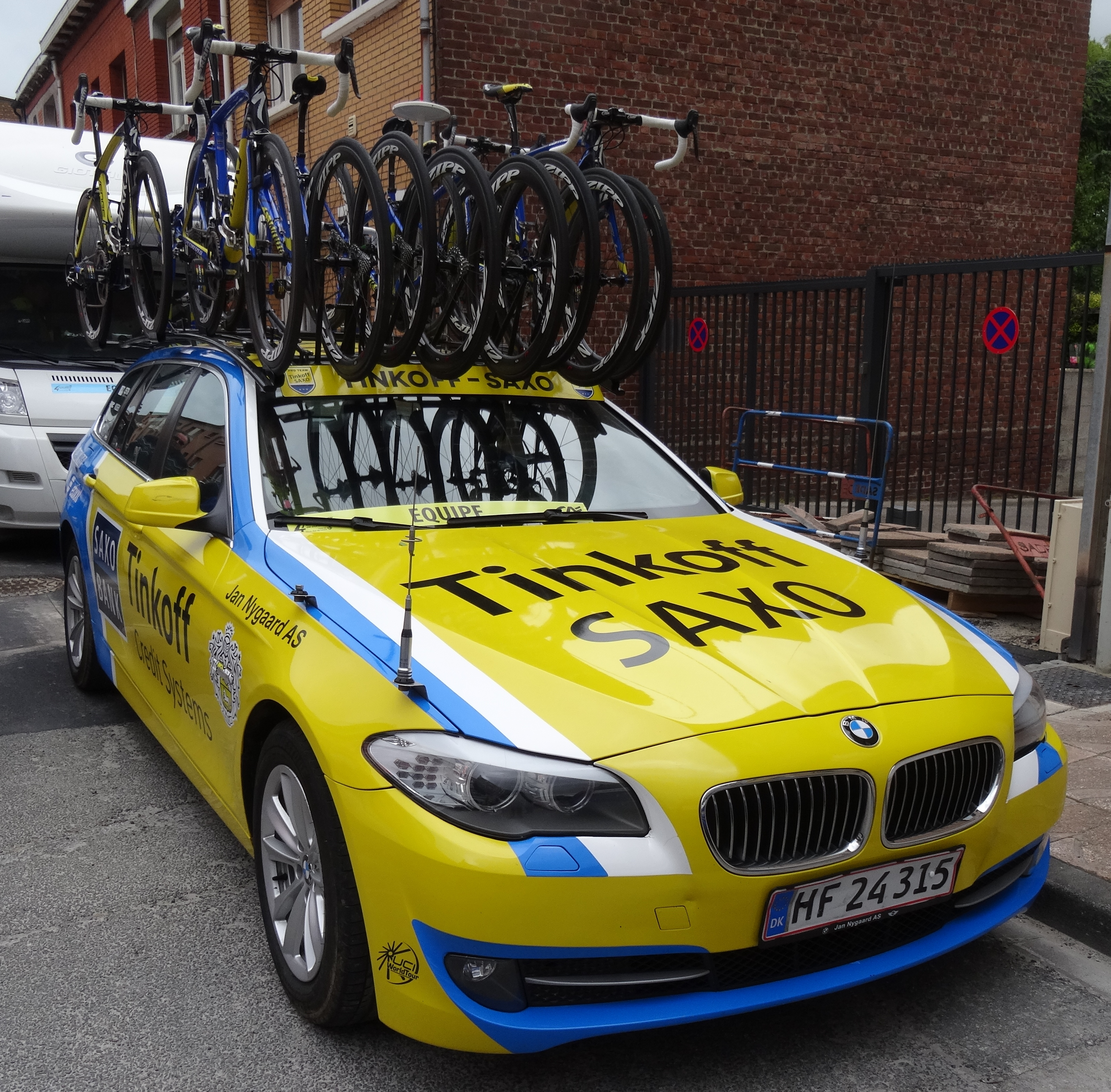
Vehículo del equipo.

Anteriormente utilizó bicicletas Look (??-2001), Vitus (2002) y Cervélo (2003]]-2008).

## Sede
Desde 2003 la sede del equipo se encuentra en Lyngby, al norte de Copenhague. Hasta entonces había estado localizada en Herning, en la parte oeste del país.

## Clasificaciones UCI
La Unión Ciclista Internacional elaboraba el Ranking UCI de clasificación de los ciclistas y equipos profesionales.
Hasta el año 1998, la clasificación del equipo y de su ciclista más destacado fue la siguiente:
| Año  | Clasificación por equipos | Mejor corredor en la clasificación individual | Posición |
| 1998 | 32.º                      | Arvis Piziks                                  | 121.º    |

A partir de 1999 y hasta 2004 la UCI estableció una clasificación por equipos divididos en tres categorías (primera, segunda y tercera). La clasificación del equipo y su ciclista más destacado fue la siguiente:
| Año  | Categoría | Clasificación por equipos | Mejor corredor en la clasificación individual | Posición |
| 1999 | Segunda   | 1.º                       | Nicolai Bo Larsen                             | 64.º     |
| 2000 | Primera   | 19.º                      | Tristan Hoffman                               | 54.º     |
| 2001 | Primera   | 16.º                      | Laurent Jalabert                              | 20.º     |
| 2002 | Primera   | 10.º                      | Laurent Jalabert                              | 14.º     |
| 2003 | Primera   | 11.º                      | Tyler Hamilton                                | 13.º     |
| 2004 | Primera   | 2.º                       | Ivan Basso                                    | 11.º     |

A partir de 2005 la UCI instauró el circuito profesional de máxima categoría, el UCI ProTour, donde el equipo está desde que se creó dicha categoría. Las clasificaciones del equipo y su ciclista más destacado son las siguientes:
| Año  | Clasificación por equipos | Mejor corredor en la clasificación individual | Posición |
| 2005 | 1.º                       | Bobby Julich                                  | 9.º      |
| 2006 | 1.º                       | Fränk Schleck                                 | 3.º      |
| 2007 | 1.º                       | Carlos Sastre                                 | 12.º     |
| 2008 | 3.º                       | Jens Voigt                                    | 17.º     |

Tras discrepancias entre la UCI y las Grandes Vueltas, en 2009 se tuvo que refundar el UCI ProTour en una nueva estructura llamada UCI World Ranking, formada por carreras del UCI World Calendar; y a partir del año 2011 uniéndose en la denominación común del UCI WorldTour. El equipo siguió siendo de categoría UCI ProTour.
| Año  | Clasificación por equipos | Mejor corredor en la clasificación individual | Posición |
| 2009 | 4.º                       | Andy Schleck                                  | 4.º      |
| 2010 | 1.º                       | Andy Schleck                                  | 13.º     |
| 2011 | 18.º                      | Nick Nuyens                                   | 44.º     |
| 2012 | 15.º                      | Alberto Contador                              | 12.º     |
| 2013 | 6.º                       | Roman Kreuziger                               | 11.º     |
| 2014 | 3.º                       | Alberto Contador                              | 2.º      |
| 2015 | 7.º                       | Alberto Contador                              | 7.º      |
| 2016 | 2.º                       | Peter Sagan                                   | 1.º      |

## Palmarés
Para años anteriores, véase Palmarés del Tinkoff

### Palmarés 2016

#### UCI WorldTour
| Fechas           | Carreras                                   | Ganador          |
| 20 de enero      | 2.ª etapa del Tour Down Under              | Jay McCarthy     |
| 27 de marzo      | Gante-Wevelgem                             | Peter Sagan      |
| 3 de abril       | Tour de Flandes                            | Peter Sagan      |
| 9 de abril       | 6.ª etapa de la Vuelta al País Vasco (CRI) | Alberto Contador |
| 9 de abril       | Vuelta al País Vasco                       | Alberto Contador |
| 5 de junio       | Prólogo del Critérium del Dauphiné (CRI)   | Alberto Contador |
| 12 de junio      | 2.ª etapa de la Vuelta a Suiza             | Peter Sagan      |
| 13 de junio      | 3.ª etapa de la Vuelta a Suiza             | Peter Sagan      |
| 3 de julio       | 2.ª etapa del Tour de Francia              | Peter Sagan      |
| 13 de julio      | 11.ª etapa del Tour de Francia             | Peter Sagan      |
| 18 de julio      | 16.ª etapa del Tour de Francia             | Peter Sagan      |
| 9 de septiembre  | Gran Premio de Quebec                      | Peter Sagan      |
| 21 de septiembre | 3.ª etapa del Eneco Tour                   | Peter Sagan      |
| 22 de septiembre | 4.ª etapa del Eneco Tour                   | Peter Sagan      |

#### Circuitos Continentales UCI
| Fechas           | Circuito              | Carreras                                      | Ganador          |
| 17 de febrero    | UCI Europe Tour 2016  | 1.ª etapa de la Vuelta a Andalucía            | Daniele Bennati  |
| 19 de febrero    | UCI Europe Tour 2016  | 3.ª etapa de la Vuelta a Andalucía            | Oscar Gatto      |
| 21 de febrero    | UCI Europe Tour 2016  | 5.ª etapa de la Vuelta al Algarve             | Alberto Contador |
| 18 de marzo      | UCI Europe Tour 2016  | Handzame Classic                              | Erik Baška       |
| 31 de marzo      | UCI Europe Tour 2016  | 3.ªb etapa de los Tres Días de La Panne (CRI) | Maciej Bodnar    |
| 23 de abril      | UCI Europe Tour 2016  | 5.ª etapa del Tour de Croacia (CRE)           | Team Tinkoff     |
| 15 de mayo       | UCI America Tour 2016 | 1.ª etapa del Tour de California              | Peter Sagan      |
| 18 de mayo       | UCI America Tour 2016 | 4.ª etapa del Tour de California              | Peter Sagan      |
| 27 de julio      | UCI Europe Tour 2016  | 1.ª etapa de la Vuelta a Dinamarca            | Daniele Bennati  |
| 29 de julio      | UCI Europe Tour 2016  | 3.ª etapa de la Vuelta a Dinamarca            | Michael Valgren  |
| 31 de julio      | UCI Europe Tour 2016  | Vuelta a Dinamarca                            | Michael Valgren  |
| 6 de agosto      | UCI Europe Tour 2016  | Vuelta a Burgos                               | Alberto Contador |
| 21 de septiembre | UCI Europe Tour 2016  | Giro de Toscana                               | Daniele Bennati  |

#### Campeonatos nacionales
| Fechas      | Carreras                                 | Ganador         |
| 22 de junio | Campeonato de Polonia Contrarreloj (CRI) | Maciej Bodnar   |
| 26 de junio | Campeonato de Eslovaquia en Ruta         | Juraj Sagan     |
| 26 de junio | Campeonato de la República Checa en Ruta | Roman Kreuziger |
| 26 de junio | Campeonato de Polonia en Ruta            | Rafał Majka     |
| 26 de junio | Campeonato de Reino Unido en Ruta        | Adam Blythe     |

#### Campeonato Mundial
| Fechas        | Carreras                   | Ganador     |
| 26 de octubre | Campeonato Mundial en Ruta | Peter Sagan |

#### Campeonatos continentales
| Fechas           | Carreras                   | Ganador     |
| 18 de septiembre | Campeonato Europeo en Ruta | Peter Sagan |

## Plantilla
Para años anteriores, véase Plantillas del Tinkoff

### Plantilla 2016
| Nombre             | Nacimiento  | Nacionalidad    | Equipo 2015                 |
| Erik Baška         | 12/01/1994  | Eslovaquia      | AWT-GreenWay                |
| Daniele Bennati    | 24/09/1980  | Italia          | Tinkoff-Saxo                |
| Adam Blythe        | 01/10/1989  | Reino Unido     | Orica GreenEDGE             |
| Manuele Boaro      | 03/12/1987  | Italia          | Tinkoff-Saxo                |
| Maciej Bodnar      | 07/03/1985  | Polonia         | Tinkoff-Saxo                |
| Pavel Brutt        | 29/01/1982  | Rusia           | Tinkoff-Saxo                |
| Alberto Contador   | 06/12/1982  | España          | Tinkoff-Saxo                |
| Oscar Gatto        | 01/01/1985  | Italia          | Androni Giocattoli-Sidermec |
| Michael Gogl       | 04/11/1993  | Austria         | Tinkoff-Saxo (stagiaire)    |
| Jesper Hansen      | 23/10/1990  | Dinamarca       | Tinkoff-Saxo                |
| Jesús Hernández    | 28/09/1981  | España          | Tinkoff-Saxo                |
| Robert Kiserlovski | 09/08/1986  | Croacia         | Tinkoff-Saxo                |
| Michael Kolář      | /21/12/1992 | Eslovaquia      | Tinkoff-Saxo                |
| Roman Kreuziger    | 06/05/1986  | República Checa | Tinkoff-Saxo                |
| Rafał Majka        | 12/09/1989  | Polonia         | Tinkoff-Saxo                |
| Jay McCarthy       | 08/09/1992  | Australia       | Tinkoff-Saxo                |
| Sérgio Paulinho    | 26/03/1980  | Portugal        | Tinkoff-Saxo                |
| Evgeni Petrov      | 25/05/1978  | Rusia           | Tinkoff-Saxo                |
| Paweł Poljański    | 06/05/1990  | Polonia         | Tinkoff-Saxo                |
| Michael Rogers     | 20/12/1979  | Australia       | Tinkoff-Saxo                |
| Ivan Rovny         | 30/09/1987  | Rusia           | Tinkoff-Saxo                |
| Juraj Sagan        | 23/12/1988  | Eslovaquia      | Tinkoff-Saxo                |
| Peter Sagan        | 26/01/1990  | Eslovaquia      | Tinkoff-Saxo                |
| Matteo Tosatto     | 14/05/1974  | Italia          | Tinkoff-Saxo                |
| Yury Trofimov      | 29/01/1984  | Rusia           | Katusha                     |
| Nikolay Trusov     | 02/07/1985  | Rusia           | Tinkoff-Saxo                |
| Michael Valgren    | 07/02/1992  | Dinamarca       | Tinkoff-Saxo                |

1. ↑  Hasta el 25 de abril.

Stagiaires

Desde el 1 de agosto, los siguientes corredores pasaron a formar parte del equipo como stagiaires (aprendices a prueba).
| Corredor          | Nacimiento | Nacionalidad | Equipo 2016            |
| ----------------- | ---------- | ------------ | ---------------------- |
| Davide Ballerini  | 21/09/1994 | Italia       | Hopplà-Petroli Firenze |
| Lorenzo Fortunato | 09/05/1996 | Italia       | Hopplà-Petroli Firenze |
| Andrea Montagnoli | 27/05/1997 | Italia       | Hopplà-Petroli Firenze |